# استونی استرتفورد
longitudeاستونی استرتفوردlatitudeاستونی استرتفورد
استونی استرتفورد (به انگلیسی: Stony Stratford) یک منطقهٔ مسکونی در انگلستان است که در جنوب شرقی انگلستان واقع شده‌است.

## خصوصیات
استونی استرتفورد ۷٬۷۳۶ نفر جمعیت دارد.